# Olle Lorin
Olof Olle Lorin, född 20 maj 1923, död 3 december 2020 i Torshälla, var en svensk kulturhistoriker, forskare och författare.